# Dsmitry Budsilowitsch
Dsmitry Budsilowitsch (* 15. Januar 1991) ist ein belarussischer Biathlet.

## Karriere
Dsmitry Budsilowitsch bestritt 2012 und 2013 die Biathlon-Juniorenweltmeisterschaften sowie die Juniorenrennen der Biathlon-Europameisterschaften. Nachdem 2012 in Kontiolahti ein 62. Platz das einzige Ergebnis blieb, war ein Jahr später in Obertilliach der 22. Platz im Einzel bestes Resultat. Auch bei den Biathlon-Europameisterschaften 2013 in Bansko war der 22. Rang im Einzel bestes Ergebnis, im Jahr zuvor in Osrblie ein 28. Platz im Sprint.
Bei den Männern im Leistungsbereich gab Budzilovich 2012 im IBU-Cup in Forni Avoltri sein Debüt, wo er 82. des Einzels wurde. Auf der nächsten Rennstation in Haute-Maurienne gewann der Belarusse als 38. des Sprints erstmals Punkte. Bislang bestes Ergebnis in der Rennserie wurde ein 16. Platz im Sprint zum Auftakt der Saison 2013/14. In Nové Město na Moravě startete er erstmals bei den Männerrennen der Biathlon-Europameisterschaften 2014. Er wurde 77. des Einzels, 53. des Sprints und 50. der Verfolgung. Zum Auftakt der Saison 2014/15 wurde Budzilovich für das Einzel erstmals für das Biathlon-Weltcup-Team nominiert.

## Statistik

### Platzierungen im Biathlon-Weltcup
Die Tabelle zeigt alle Platzierungen (je nach Austragungsjahr einschließlich Olympische Spiele und Weltmeisterschaften).
- 1.–3. Platz: Anzahl der Podiumsplatzierungen
- Top 10: Anzahl der Platzierungen unter den ersten zehn (einschließlich Podium)
- Punkteränge: Anzahl der Platzierungen innerhalb der Punkteränge (einschließlich Podium und Top 10)
- Starts: Anzahl gelaufener Rennen in der jeweiligen Disziplin
- Staffel: inklusive Mixed- und Single-Mixed-Staffeln

| Platzierung         | Einzel | Sprint | Verfolgung | Massenstart | Staffel | Gesamt |
| ------------------- | ------ | ------ | ---------- | ----------- | ------- | ------ |
| 1. Platz            |        |        |            |             |         |        |
| 2. Platz            |        |        |            |             |         |        |
| 3. Platz            |        |        |            |             |         |        |
| Top 10              |        |        |            |             |         |        |
| Punkteränge         |        |        |            |             | 1       | 1      |
| Starts              | 1      | 3      |            |             | 1       | 5      |
| Stand: Karriereende |        |        |            |             |         |        |